# 白云河 (辉发河)
白云河，位于中国东北地区中部，是辉发河左岸支流，发源于辽宁省清原满族自治县草市镇赵家街村以西，蜿蜒东北流经赵家街水库、赵家街村、王油房村和草市镇后进入吉林省梅河口市境内，经桦树村、二龙村、西花园村、中花园村，最后于梅河口山城镇东南汇入辉发河。流域面积372平方千米。